# Works (The Alan Parsons Project)
Works è una raccolta del gruppo progressive rock britannico The Alan Parsons Project, pubblicata nel settembre del 2002 dalla Audiophile Legends.

## Descrizione
Works raccoglie una selezione di 32 brani, suddivisi su due cd ed in ordine cronologico di pubblicazione, tra i più celebri del The Alan Parsons Project, fondato nel 1975 da Alan Parsons ed Eric Woolfson. Vi sono anche due brani di Alan Parsons da solista, estratti dall'album Try Anything Once del 1993.
Nella raccolta sono rappresentati tutti gli album del The Alan Parsons Project e di Alan Parsons da solista che rientrano nel catalogo della Arista. Mancano infatti Tales of Mystery and Imagination Edgar Allan Poe del 1976 e Freudiana del 1990.
La quantità di brani estratti da ogni album è la seguente:
- 4 da I Robot del 1977
- 5 da Pyramid del 1978
- 3 da Eve del 1979
- 4 da The Turn of a Friendly Card del 1980
- 5 da Eye in the Sky del 1982
- 3 da Ammonia Avenue del 1984
- 2 da Vulture Culture del 1985
- 2 da Stereotomy del 1986
- 2 da Gaudi del 1987
- 2 da Try Anything Once del 1993

Nella raccolta vi sono sei brani strumentali.
La compilation prende il nome dalla raccolta del 1983 dei Pink Floyd chiamata anch'essa Works. Il collegamento è dovuto alla collaborazione di Alan Parsons quale ingegnere del suono con i Pink Floyd per gli album Ummagumma del 1969, Atom Heart Mother del 1970, Meddle del 1971 e The Dark Side of the Moon del 1973.

## Copertina e grafica
Il design dell'album è a cura della Myosotis presso il laboratorio di Baarn nei Paesi Bassi..

## Tracce[1]

### Disco 1
Testi e musiche di Eric Woolfson e Alan Parsons; edizioni musicali Arista Records.
1. I Robot (I Robot - 1977) – 6:02 – Strumentale
2. I Wouldn't Want to Be Like You (I Robot - 1977) – 3:23 – Voce: Lenny Zakatek
3. Breakdown (I Robot . 1977) – 3:52 – Voce: Allan Clarke
4. Don’t Let it Show (I Robot - 1977) – 4:24 – Voce: Dave Townsend
5. Voyager (Pyramid - 1978) – 2:24 – Strumentale
6. What Goes Up (Pyramid - 1978) – 3:30 – Voce: David Paton, Colin Blunstone e Dean Ford
7. The Eagle Will Rise Again (Pyramid - 1978) – 4:22 – Voce: Colin Blunstone
8. Can't Take It with You (Pyramid - 1978) – 5:05 – Voce: Dean Ford e Colin Blunstone
9. Pyramania (Pyramid - 1978) – 2:46 – Voce: Jack Harris
10. Damned If I Do (Eve - 1979) – 4:51 – Voce: Lenny Zakatek
11. Lucifer (Eve - 1979) – 5:04 – Strumentale
12. If I Could Change Your Mind (Eve - 1979) – 5:49 – Voce: Lesley Duncan
13. The Turn of a Friendly Card (part one) (The Turn of a Friendly Card - 1980) – 2:42 – Voce: Chris Rainbow
14. Snake Eyes (The Turn of a Friendly Card - 1980) – 3:19 – Voce: Chris Rainbow
15. Games People Play (The Turn of a Friendly Card - 1980) – 4:24 – Voce: Lenny Zakatek
16. Time (The Turn of a Friendly Card - 1980) – 5:04 – Voce: Eric Woolfson

Durata totale: 67:01

### Disco 2
Testi e musiche di Eric Woolfson e Alan Parsons. Ian Bairnson (Turn It Up). Alan Parsons ed Andrew Powell (Re-Jigue).; edizioni musicali Arista Records.
1. Sirius (Eye in the Sky - 1982) – 1:56 – Strumentale
2. Eye in the Sky (Eye in the Sky - 1982) – 4:37 – Voce: Eric Woolfson
3. Psychobabble (Eye in the Sky - 1982) – 4:52 – Voce: Elmer Gantry
4. Mammagamma (Eye in the Sky - 1982) – 3:37 – Strumentale
5. Old and Wise (Eye in the Sky - 1982) – 4:56 – Voce: Colin Blunstone
6. Prime Time (Ammonia Avenue - 1984) – 5:04 – Voce: Eric Woolfson
7. Don't Answer Me (Ammonia Avenue - 1984) – 4:13 – Voce: Eric Woolfson
8. You Don't Believe (Ammonia Avenue - 1984) – 4:25 – Voce: Lenny Zakatek
9. Let's Talk About Me (Vulture Culture - 1985) – 4:30 – Voce principale: David Paton
10. Days Are Numbers (The Traveller) (Vulture Culture - 1985) – 4:27 – Voce: Chris Rainbow
11. Stereotomy (Stereotomy - 1986) – 7:04 – Voce principale: John Miles • Seconda voce: Eric Woolfson
12. In the Real World (Stereotomy - 1986) – 4:20 – Voce: John Miles
13. Standing on Higher Ground (Gaudi - 1987) – 5:47 – Voce principale: Geoff Barradale • Cori: Eric Woolfson
14. Too Late (Gaudi - 1987) – 4:32 – Voce: Lenny Zakatek
15. Turn It Up (Try Anything Once - 1993) – 6:15 – Voce: Chris Thompson • Cori: Ian Bairnson, Alan Parsons e Jacqui Copland
16. Re-Jigue (Try Anything Once - 1993) – 2:33 – Strumentale

Durata totale: 73:08